# Greta Garbo
Greta Garbo, oprindeligt Greta Lovisa Gustafson, (født 18. september 1905 i Stockholm, død 15. april 1990 i New York, USA) var en svensk skuespillerinde, der medvirkede i 28 amerikanske film. Blandt hendes mest kendte film er Mata Hari (1931), Anna Karenina (1935), Kameliadamen (1936) og Ninotchka (1939).

## Biografi
Hun voksede op i en af Stockholms fattigste bydele. Hendes far døde, da hun var 14 år, og hun var tvunget til at forlade skolen og arbejde i en forretning, PUB i Stockholm. Som teenager var hun med i en reklamefilm for tøj Herrskap i Stockholm ute på inköp. Denne film førte til, at instruktøren Erik A. Petschler gav hende en lille rolle i filmen Luffarpetter fra 1922.
Opmuntret af sit spil søgte hun ind på den kongelige svenske dramaskole, i dag Dramaten, hvor hun søgte og fik et legat. Her mødte hun den kendte svenske instruktør Mauritz Stiller, der tog hende ud af skolen for at lade hende spille hovedrollen i Gösta Berlings saga fra 1924 efterfulgt af den tyske film; Bag Glædernes Maske (originaltitel: Die Freudlose Gasse) med bl.a. Asta Nielsen på rollelisten.
I 1923 ændrede Greta Gustafson sit navn til Greta Garbo. Det var Mauritz Stillers idé. [kilde mangler]
Efter et møde i Berlin med Louis B. Mayer 1925 indgik Mauritz Stiller en kontrakt med MGM med den betingelse, at Greta Garbo også fik en kontrakt med MGM. De vidste ikke, hvad de skulle stille op med hende; hun var for kraftig og havde ikke regelmæssige tænder; men de ville have Stiller.
Efter deres ankomst til New York vidste selskabet ikke, hvad det skulle stille op med dem. Garbo havde en svær tid, hun kunne ikke sproget og var fremmed. Desuden, fordi hun endnu ikke var fyldt 21 år, kunne hun ikke underskrive filmkontrakterne selv. Kontrakten blev sendt til hendes mor i Stockholm, som måtte hjælpe. Da alt dette endelig kom i orden, begyndte hun indspilningen af The Torrent (i dag ses den som en af hendes vigtigste film). At hun ikke talte engelsk, var ikke vigtigt, da det var en stumfilm.
Efter endnu et par film som The Temptress, Love og A Woman of Affairs fik Garbo sin første talefilmrolle i filmen Anna Christie fra 1930, hvor hun leverede en flot præsentation, der blev nomineret til en Oscar. "Anna Christie" blev også lavet i en tysk version; med andre skuespillere, dog stadigvæk med Garbo i hovedrollen.
I 1931 indspillede hun Susan Lenox: Her Fall and Rise med Clark Gable. Den blev et hit og førte til Mata Hari også fra 1931. Garbo fortsatte med sin intense optræden, lige meget hvad hun skulle indspille. 1932 var hun med i endnu en succes, Grand Hotel, med John Barrymore, Lionel Barrymore og Joan Crawford.
Men det var i MGM’s film Anna Karenina og Kameliadamen, at Garbo havde sit livs betydningsfuldeste og mest uforglemmelige optræden. Hun var helt vidunderlig i Anna Karenina som kvinden, der skulle vælge mellem to mænd og sin søn, og hun var "The Divine Garbo" i Kameliadamen. Det var den Garbo, publikum ville se.
En af de mest uforglemmelige og omdiskuterede scener i Garbos film er måske slutningen i Queen Christina fra 1933, hvor hun står i stævnen af skibet og ser ud mod fremtiden.
I hendes første komedie Ninotchka fra 1939 viste hun en anden side af sig selv. Filmen blev annonceret med "Garbo smiler" (Garbo laughs!). Hun havde vist sin sans for komedie, og publikum strømmede i biografen.
Først to år senere blev en anden komedie Two-Faced Woman (1941) indspillet. En film, publikum ikke ville anerkende som en Garbo-film, og den floppede totalt i biograferne. Det viste sig, at dette blev den sidste Garbo-film nogensinde. Hun trak sig, mer eller mindre frivilligt, tilbage fra filmindustrien. Kun i 1949 indvilligede hun i et comeback og blev prøvefilmet til "La Duchesse de Langeais". Filmen blev dog  ikke til noget, da finansieringen manglede.
Hun undgik Hollywood og flyttede til byen New York. Hun købte i 1953 en 7-værelses lejlighed på 450 East 52nd Street, hvor hun blev boende i resten af sit liv. Hun rejste med nogle af de meste kendte i verden som Aristoteles Onassis og Cecil Beaton. Hun brugte sin tid på havearbejde og samlede på kunst. Gennem mange år holdt hun ferie i Klosters i Schweiz. Gennem alle år kunne man se hende på vandreture i New Yorks gader. Hun gik tur hver dag, men undgik mennesker og flygtede, hvis hun blev genkendt.
Hun fik amerikansk statsborgerskab i 1951.
Greta Garbo blev fire gange nomineret til en Oscar, men vandt aldrig. Dog, i 1954 fik hun overrakt en speciel Oscar for sit tidligere uforglemmelige skuespil.
Et af hendes mest berømte udtalelser var: "I want to be alone" – "jeg ønsker at være alene" – en linje fra en af hendes film, "Grand Hotel". Senere sagde hun: "I never said 'I want to be alone', I said ' I want to be let alone. There is all the difference'". Hvad hun altså mente, var: "Jeg ønsker at være i fred".
15. april 1990 døde Greta Garbo i New York. Hun blev 84 år.
Der har været skrevet meget om Garbo men ingen har til dags dato kunne sige, hvad der gjorde hende til den, hun var, og hvorfor hun betød så meget, som hun gjorde. Hun gav sit sidste interview i 1928, og det eksisterer ikke nogen officiel Greta Garbo biografi.

## Anekdoter
Garbo var så genert, at hun forlangte, at scenerne var lukkede, når optagelserne var i gang. Ikke engang lydfolkene, teknikerne og andre kunne se hende under optagelserne. John Gilbert var den første, der forstod det, og det var ham, der begyndte at forlange et lukket set. Det blev han kritiseret for, men han gjorde det ikke for sig selv. Han gjorde det for Garbo.
Den samme Garbo, der lod ham stå ved alteret og ikke kom til deres vielse. Hun mente, at han elskede skuespillerinden Greta Garbo og ikke hende selv.
Der er tit blevet sagt og skrevet, at Garbo havde store fødder. Hun bar sutsko under optagelserne, og det var grunden til, at hun altid efter en optagelse spurgte: Kunne I se mine fødder? Hun havde ikke store fødder (str. 39), hvilket med hendes højde er normalt.
Der har været mange spekulationer om et forhold mellem Garbo og Mercedes de Acosta. I de Acostas biografi Here Lies The Heart skrev hun om en kærlighedsafffære med Garbo. Ti år efter Garbos død fik man indsigt i de Acostas breve til og fra Garbo. Der var ingen beviser på en kærlighedsaffære.

## Filmografi
Stumfilm
- 1920 – Herr och fru Stockholm (kortfilm)
- 1921 – Konsum Stockholm Promo (kort reklamefilm)
- 1921 – En lykkeridder
- 1922 – Luffar-Petter
- 1924 – Gösta Berlings saga
- 1925 – Bag glædernes maske
- 1926 – Torrent
- 1926 – The Temptress
- 1926 – Flesh and the Devil
- 1927 – Love
- 1928 – The Divine Woman
- 1928 – The Mysterious Lady
- 1928 – A Woman of Affairs
- 1929 – Wild Orchids
- 1929 – The Single Standard
- 1929 – The Kiss

Talefilm
- 1930 – Anna Christie
- 1930 – Romance
- 1931 – Yvonne
- 1931 – Anna Christie – tysk version
- 1931 – Susan Lenox: Her Fall and Rise
- 1931 – Mata Hari
- 1932 – Grand Hotel
- 1932 – Som du vil have mig
- 1933 – Dronning Christina
- 1934 – Det brogede slør
- 1935 – Anna Karenina
- 1936 – Kameliadamen
- 1937 – Maria Walewska
- 1939 – Ninotchka
- 1941 – Tvillingerne

## Filmografi – dokumentar
- 1929 – A Man’s Man – dokumentar
- 1931 – Love Business – foto
- 1944 – Garabatos Greta Garbo – dokumentar
- 1954 – Prøveoptagelser til "La Duchesse de Langeais"
- 1964 – The Big Parade of Comedy – footage
- 1974 – Adam and Yves – dokumentar
- 1976 – That’s Intertainment III – dokumentar
- 1984 – Garbo Talks – dokumentar
- 1986 – Greta Garbo: The Temptress and the Clown
- 1990 – Greta Garbo: The Divine Garbo (Glenn Close)
- 1991 – The 63rd Annual Academy Awards
- 1992 – MGM: When The Lion Roars – dokumentar
- 1998 – Biografi: Greta Garbo – The Mysterius Lady
- 2001 – Greta Garbo – A Life – dokumentar
- 2001 – Greta Garbo – A Lone Star – dokumentar
- 2005 – Garbo – dokumentar

## Priser
- 1930 – Oscarnominering: Bedste skuespillerinde – Romance
- 1930 – Oscarnominering: Bedste skuespillerinde – Anna Christie
- 1936 – Oscarnominering: Bedste skuespillerinde – Kameliadamen
- 1939 – Oscarnominering: Bedste skuespillerinde – Ninotchka
- 1954 – Oscar for uforglemmeligt skuespil (livsværk)

## Literatur og reference
- 1960 – de Acosta, Mercedes – Here Lies The Heart
- 1973 – Conway, Michael – The Films of Greta Garbo
- 1979 – Sands, Frederick & Brorman, Sven – The Devine Garbo
- 1990 – Eames, John Douglas – The MGM Story
- 1991 – Broman, Sven – Conversations with Greta Garbo
- 1992 – Cahill, Marie – Greta Garbo: A Hollywood Portrait
- 1997 – Swenson, Karen – Greta Garbo: A Life Apart